# Tales from the Neverending Story
Tales from the Neverending Story is een Amerikaanse televisieserie, losjes gebaseerd op het boek het oneindige verhaal van Michael Ende. De serie liep 1 seizoen van 13 afleveringen. Deze afleveringen zijn tevens samengevoegd tot vier televisiefilms van elk twee uur.
De serie werd geproduceerd in Montreal, Canada, en gedistribueerd door Muse Entertainment.

## Opzet
De serie hanteert een andere verhaallijn en continuïteit dan de verfilmingen van Michael Ende’s boek. Zo toont de serie wederom hoe Bastian Bux voor het eerst Fantasia ontdekt, maar op een heel andere manier dan in het boek of de films van Warner Brothers.
De serie gebruikt veel plotelementen uit het boek, maar vertelt deze in een andere volgorde dan dat ze in het boek worden behandeld. Tevens brengt de serie een groot aantal veranderingen aan in het verhaal. Zo komt Atreyu in de serie naar de echte wereld, en wordt het concept van yin en yang geïntroduceerd als verklaring voor de verhouding tussen de keizerin en de tovenares Xayide. Zij blijken in de serie namelijk elkaars zussen te zijn.

## Afleveringen
1. Heart of Stone
2. The Nothing
3. The Luckdragon
4. Deleting Mr. Blank
5. The Gift of the Name
6. Home Sweet Home
7. The Sceptre
8. The Luck Stops Here
9. Badge of Courage
10. Deus Ex Machina
11. Stairway to Heaven
12. The Visitor
13. Resurrection

## Televisiefilms
1. The Beginning
2. The Gift
3. Deus Ex Machina
4. Resurrection

## Prijzen en nominaties
In 2002 won de serie een Gemini Award voor beste kostuumontwerp. De serie werd tevens genomineerd voor de categorieën “Best Performance in a Children's or Youth Program or Series”, “Beste geluid” en “beste visuele effecten”.
De serie werd in 2002 ook genomineerd voor een Young Artist Award in de categorie “Best Performance in a TV Drama Series - Leading Young Actor” (Tyler Hynes)